# Dungannon (Virginie)
Pour les articles homonymes, voir Dungannon (homonymie).
Dungannon est une municipalité américaine située dans le comté de Scott en Virginie.
Selon le recensement de 2010, Dungannon compte 332 habitants. La municipalité s'étend sur 0,36 mille carré (0,93 km2).
La localité est fondée par des immigrés anglais et scots d'Ulster sous le nom d'Osborne’s Ford. Elle est par la suite renommée Dungannon en référence à la ville nord-irlandaise.[réf. nécessaire] L'Assemblée générale de Virginie lui accorde le statut de municipalité en 1918.